# انهيار بنك وادي السيليكون

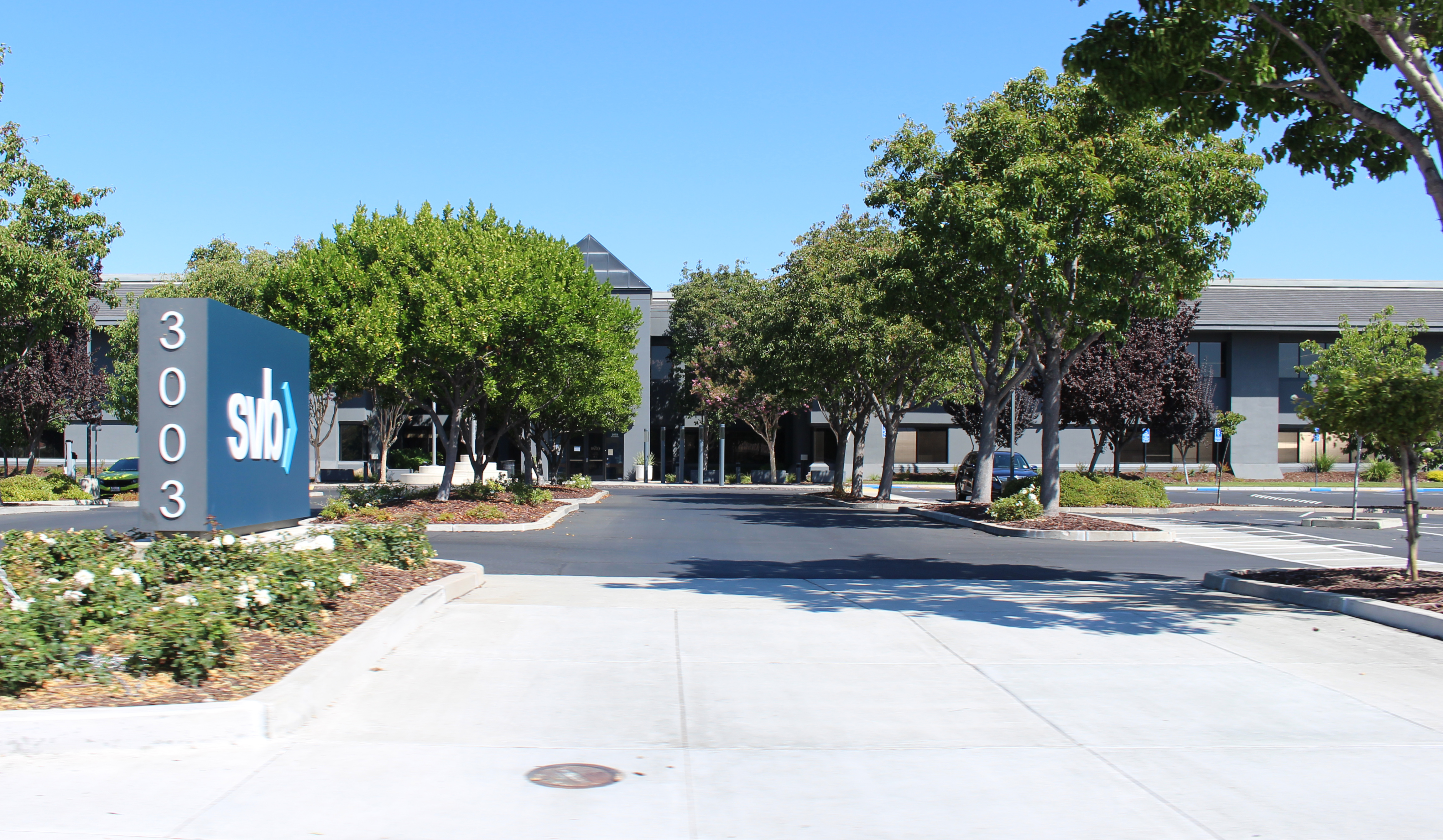
مقر بنك وادي السيليكون في سانتا كلارا، كاليفورنيا

انهيار بنك وادي السيليكون (SVB) في 10 مارس 2023، وذلك بعدما سحب المودعين أرصدتهم، مما تسبب في أكبر فشل مصرفي منذ الأزمة المالية عام 2008، ويُعد هذا ثاني أكبر فشل في تاريخ الولايات المتحدة. كان لانهيار بنك وادي السيليكون SVB تأثيرا كبيرا على الشركات الناشئة، حيث لم يتمكن الكثير من استرداد الأموال من البنك. كما تأثرت شركات التكنولوجيا الكبيرة الأخرى ووسائل الإعلام ومصانع النبيذ.
خلال جائحة فيروس كورونا COVID-19، شهد قطاع التكنولوجيا فترة من النمو. كان البنك قد اشترى سندات الخزانة الأمريكية طويلة الأجل، بالاستفادة من الزيادة في الودائع في عام 2021. ولكن قيمة هذه السندات انخفضت مع ارتفاع أسعار الفائدة خلال زيادة التضخم في 2021-2023. ولتعويض خسائر البنك، فقد أعلن في 8 مارس أنه باع استثمارات بقيمة 21 مليار دولار أمريكي، واقترض 15 مليار دولار أمريكي، وسيقوم ببيع طارئ لأسهمه لجمع 2.25 مليار دولار أمريكي. تسبب الإعلان في حدوث هلع مصرفي حيث سحب العملاء أموالاً بلغ مجموعها 42 مليار دولار أمريكي في اليوم التالي.
في صباح يوم 10 مارس 2023، أصدرت إدارة الحماية المالية والابتكار في كاليفورنيا (DFPI) أمرًا بالحجز على البنك، وترك أصوله لمؤسسة التأمين على الودائع الفيدرالية (FDIC). قامت مؤسسة التأمين على الودائع الفيدرالية (FDIC) في وقت لاحق بتأسيس البنك الوطني للتأمين على الودائع في سانتا كلارا. وحاولت مؤسسة تأمين الودائع الفيدرالية تغطية الودائع المؤمن عليها والودائع غير المؤمن عليها بأرباح خاصة. هناك حوالي 89% من 172 مليار دولار من التزامات الودائع تجاوزت الحد الأقصى المؤمن عليه من قبل مؤسسة التأمين الفدرالية.

## الانهيار

### الخسائر
زادت ودائع البنك من 62 مليار دولار في مارس 2020 إلى 124 مليار دولار في مارس 2021، مستفيدًا من تأثير جائحة كورونا COVID-19 على العلوم والتكنولوجيا. جرى استثمار معظم هذه الودائع في سندات الخزانة طويلة الأجل حيث سعى البنك إلى تحقيق عائد أعلى على الاستثمار مما كان متاحًا على السندات قصيرة الأجل. انخفضت قيمة السندات طويلة الأجل مع ارتفاع أسعار الفائدة خلال زيادة التضخم في 2021-2023 وأصبحت أقل جاذبية كاستثمارات. في 31 ديسمبر 2022، كان لدى البنك خسائر غير محققة في المحاسبة على أساس السوق تجاوزت 15 مليار دولار للأوراق المالية المحتفظ بها حتى تاريخ الاستحقاق.
في الوقت نفسه، سحبت الشركات الناشئة الودائع من البنك لتمويل عملياتها حيث أصبح من الصعب الحصول على تمويل خاص. لجمع الأموال اللازمة لتمويل عمليات السحب، باع البنك جميع الأوراق المالية المتاحة للبيع، محققًا خسارة 1.8 مليار دولار. وُجِّه انتقاد للبنك بسبب توقيت إعلانه بعد فترة وجيزة من بدء بنك Silvergate، الذي يلبي احتياجات مستخدمي العملات المشفرة، في إنهاء عملياته.
قال بعض خبراء البنوك إن البنك كان سيدير تلك المخاطر بشكل أفضل لولا قانون النمو الاقتصادي والإغاثة التنظيمية وحماية المستهلك، الذي صدر في عام 2018 وبدعم من الرئيس التنفيذي للبنك جريج بيكر، والذي قلل من تكرار وعدد السيناريوهات لاختبار الإجهاد stress testing المطلوب تنفيذه بموجب قانون دود-فرانك لإصلاح وول ستريت وحماية المستهلك للبنوك التي تقل أصولها عن 250 مليار دولار.

### عدم الاستقرار
في الأسبوع الذي سبق الانهيار، ورد أن وكالة Moody's Investors Service أبلغت شركة SVB Financial، الشركة القابضة للبنك، بأنها تواجه تخفيض محتمل لتصنيفها الائتماني بسبب خسائرها غير المحققة. في 8 مارس 2023، أعلن البنك أنه باع ما قيمته أكثر من 21 مليار دولار من استثماراته، واقترض 15 مليار دولار، وسيجري بيعًا طارئًا لأسهمه لجمع 2.25 مليار دولار. على الرغم من الخطوات التي اتخذها البنك، قامت وكالة موديز بخفض تصنيف البنك في 8 مارس حث المستثمرون في العديد من شركات رأس المال المخاطر شركات محافظهم على سحب ودائعهم من البنك. وبحلول 9 مارس، سحب العملاء 42 مليار دولار، تاركين للبنك رصيدًا نقديًا سلبيًا يبلغ حوالي 958 مليون دولار. من بين شركات الخدمات المالية التي تتلقى الأموال من عملاء البنك: Brex وJPMorgan Chase وMorgan Stanley وFirst Republic Bank. شجعت صناديق رأس المال المخاطر بما في ذلك Founders Fund وUnion Square Ventures وCoatue Management الشركات في محافظها على تجنب التأثر من انهيار البنك بسحب أموالها، وسحبت Founders Fund جميع أموالها من البنك صباح يوم 9 مارس. انخفضت قيمة أسهم البنك حتى جرى وقف التداول في صباح يوم 10 مارس.
في 27 فبراير، باع الرئيس التنفيذي لشركة SVB Financial Group جريج بيكر 12,451 سهمًا من أسهم الشركة، بقيمة 3.6 مليون دولار، من خلال خطة تداول تنفيذية قدمها إلى لجنة الأوراق المالية والبورصات SEC بموجب القاعدة 10b5-1 في 26 يناير. انتُقدت القاعدة باعتبارها ثغرة تسمح بالتداول من الداخل. بداية من 1 أبريل، سوف تتطلب لجنة الأوراق المالية والبورصات فترة سماح لمدة 90 يومًا على الأقل لمعظم خطط التداول التنفيذية.

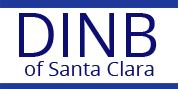
أنشأت مؤسسة التأمين على الودائع البنك الوطني للتأمين على الودائع في سانتا كلارا (DINB) لتوزيع الودائع المؤمن عليها.

### فرض الحراسة
في صباح يوم 10 مارس، وصل مفتشون من الاحتياطي الفيدرالي والمؤسسة الفيدرالية للتأمين على الودائع (FDIC) إلى مكاتب البنك لتقييم الشؤون المالية للشركة. وبعد عدة ساعات، أصدرت إدارة الحماية المالية والابتكار في كاليفورنيا (DFPI) أمرًا بالحجز على البنك، مشيرة إلى عدم كفاية السيولة والإفلاس، وعينت مؤسسة التأمين الفيدرالية (FDIC) كمستلم لأصول البنك. ثم أنشأت FDIC البنك الوطني للتأمين على الودائع في سانتا كلارا لإعادة فتح فروع البنك يوم الاثنين التالي وتمكين الوصول إلى الودائع المؤمن عليها. كان فشل بنك وادي السيليكون هو الأكبر من أي بنك آخر منذ الأزمة المالية في 2007-2008، وثاني أكبر فشل في تاريخ الولايات المتحدة. أُقيل الرئيس التنفيذي للبنك جريج بيكر من مجلس إدارة الاحتياطي الفيدرالي في سان فرانسيسكو.
وفقًا للتقارير التنظيمية في 31 ديسمبر 2022، قُدِّرت الودائع غير المؤمن عليها بـ 89% من إجمالي الودائع في البنك ؛ ومع ذلك، ذكرت وكالة موديز إنفستور سيرفيس في 10 مارس أنها تتوقع معدل استرداد للمودعين غير المؤمن عليهم بنسبة 80-90%. وقالت مؤسسة التأمين الفيدرالية (FDIC) إنها ستبدأ في تغطية الودائع غير المؤمنة بتوزيعات أرباح خاصة في غضون أيام من تصفية أصول البنك. أبلغت مؤسسة التأمين الفيدرالية (FDIC) موظفي بنك وادي السيليكون أنه سيُتَخَلَّى عنهم خلال 45 يومًا ؛ وفي غضون ذلك، عرضت على الموظفين الذين يتقاضون رواتب زيادة بنسبة 50٪ وأجرًا مضاعفًا للعاملين بالساعة مقابل أي عمل إضافي. استبعدت وزيرة الخزانة جانيت يلين إنقاذ البنك.
أصدر بنك إنجلترا بيانًا يفيد بأنه سعى للحصول على أمر من المحكمة لوضع فرع المملكة المتحدة للبنك ضمن إجراءات إفلاس البنك. أصدر بنك شنغهاي يودتج للتنمية Shanghai Pudong Development Bank بيانًا مفاده أن عملياته المشتركة مع بنك وادي السيليكون، التي يرأسها رئيس مجلس إدارتها في شنغهاي، لم تتأثر بالانهيار حتى 11 مارس

### عملية المزاد
في 11 مارس، بدأت مؤسسة FDIC عملية المزاد لبيع أصول البنك، وحددت الموعد النهائي لتقديم العطاءات بحلول 12 مارس وإذا لم يجري الاستحواذ على البنك بحلول 13 مارس ولم تدعم الحكومة الفيدرالية ودائع البنك، فقد تحدث أزمة مصرفية.

## التأثير
قال الخبراء إن من غير المرجح أن يُشكل انهيار البنك خطرًا شاملاً على النظام المالي الأمريكي. ومع ذلك، على الرغم من أن الخبراء يعتقدون أن هذه الآثار مؤقتة، إلا أن انهيار البنك خلق صعوبات بين بعض الشركات الناشئة في مجال التكنولوجيا، والشركات التي تحمل أصولًا كبيرة غير مؤمنة وتدفق نقدي منخفض تواجه مخاطر كبيرة. لم تتمكن العديد من الشركات الناشئة من استرداد أموالها، مما أدى إلى حصول الشركات على قروض لصرف المرتبات. نظرًا لأن قانون ولاية كاليفورنيا يتطلب دفع رواتب الموظفين في غضون عدد معين من الأيام، فقد يؤدي استمرار عدم القدرة على الحصول على الودائع إلى قيام عدد كبير من الشركات الناشئة بإجازة للعاملين بها، أو تقليل قوتها العاملة من خلال تسريح العمال، أو إغلاقها تمامًا. كما يقلل انهيار البنك من التمويل المتاح للشركات الناشئة في سوق ديون المشاريع، والتي زادت أهميتها حيث قامت شركات رأس المال الاستثماري بتخفيض استثماراتها بشكل كبير.
في ملف قُدِّم إلى هيئة الأوراق المالية والبورصات (SEC)، كشفت شركة الوسائط المتدفقة Roku، Inc. أن حوالي ربع الاحتياطيات النقدية للشركة - 487 مليون دولار - كانت مملوكة للبنك. تشمل الشركات الأخرى التي تأثرت بالانهيار شركة Roblox Corporation لتطوير ألعاب الفيديو، وخدمة استضافة الفيديو Vimeo، ومعالج كشوف المرتبات Rippling. ذكرت شركة سيركل، مُصدر عملة الدولار الأمريكي المُشفر (USDC)، أن بنك وادي السيليكون هو واحد من ستة شركاء مصرفيين تستخدمهم الشركة لإدارة احتياطياتها النقدية للدولار المشفر. انخفض سعر الدولار المشفر USDC إلى ما دون سعر الصرف المربوط بالدولار الأمريكي خلال التداول في 10 و11 مارس، مما تسبب في توقف شركة Coinbase للتحويلات بين الدولار الأمريكي والدولار الأمريكي المشفر. خارج نطاق الشركات الناشئة في المجال التكنولوجي، تركزت أموال شركة Vox Media في البنك وتوقفت بطاقات الائتمان الصادرة عن البنك عن العمل. تأثرت صناعة النبيذ في كاليفورنيا أيضًا بانهيار البنك، لأنه كان المصرف الإقليمي الرائد في صناعة النبيذ. وبحسب ما ورد كان لدى رجل الأعمال مارك كوبان الملايين في هذا البنك، إلى جانب مشروعه الجانبي Cost Plus Drugs.
خسرت القيمة السوقية للبنوك الأمريكية مجتمعة 100 مليار دولار في يومين وخسرت البنوك الأوروبية 50 مليار دولار. سلطت خسائر البنك الضوء على التحدي الذي يمكن أن تواجهه البنوك في البيئة الحالية، حيث تؤدي زيادة أسعار الفائدة إلى تقليل القيمة السوقية للسندات التي اشترتها بموجب سياسات أسعار الفائدة المنخفضة. سعت بعض الشركات إلى الأمان مع البنوك التجارية الأكبر، حيث قامت بتحويل ودائعها من البنوك الإقليمية المشابهة لبنك وادي السيليكون، مما أثار مخاوف بشأن المزيد من عدم الاستقرار في القطاع المصرفي. أصدرت عدة بنوك، مثل First Republic Bank وWestern Alliance Bancorporation، بيانات صحفية تسعى إلى تهدئة المستثمرين. على الرغم من هذه المخاوف، يعتقد خبراء البنوك أن البنوك الأخرى ستظل مستقرة حيث كان بنك وادي السيليكون متخصصًا بشكل مفرط في تقديم الخدمات المصرفية لقطاع محفوف بالمخاطر من الاقتصاد، وأن اللوائح المالية قد تعززت منذ الأزمة المالية عام 2008، التي سبقت الركود الكبير. كان بنك وادي السيليكون قد وصل في عام 2021 -موجب قانون دود-فرانك -إلى الحد الذي يُطالبه بتقديم خطة حل ("إرادة الحياة living will") إلى مؤسسة التأمين الفيدرالية، وهو ما فعله البنك في العام التالي. لكن البنك لم يشارك في اختبار الإجهاد الدوري بموجب القانون، حيث جرى رفع حد هذا الشرط في عام 2018 ؛ كان الرئيس التنفيذي للبنك من بين أولئك الذين طلبوا التغيير.

## ردود الفعل
ناقش الرئيس الأمريكي جو بايدن مسألة انهيار البنك مع حاكم ولاية كاليفورنيا جافين نيوسوم في 11 مارس، وأعربت المستشارة الاقتصادية للبيت الأبيض سيسيليا روس عن ثقتها في مرونة النظام المصرفي.
دعا أصحاب رأس المال الاستثماري غاري تان وديفيد ساكس ومدير صندوق التحوط بيل أكمان إلى تدخل حكومي لحماية المودعين غير المؤمن عليهم. ودعا النائبان روبن جاليجو من ولاية أريزونا وإريك سوالويل من كاليفورنيا إلى استرداد المودعين لحقوقهم كاملة، بينما دعا النائبان رو خانا وبراد شيرمان من كاليفورنيا وزارة الخزانة ومؤسسة التأمين الفيدرالية للتأكيد على أنه سيجري حماية المودعين حتى يتمكنوا صرف المرتبات. أعرب النائب مات جايتس من فلوريدا عن معارضته لـ "إنقاذ دافعي الضرائب" للبنك.
استشهد مؤيدو العملة المشفرة بانهيار البنك لدعم النظام النقدي اللامركزي. واقترح آخرون في قطاع التكنولوجيا أن الأحداث الأخيرة في مجال العملات المشفرة، مثل إفلاس FTX bankruptcy of FTXوخروج البنوك التي تركز على العملة المشفرة، قد جعلت المودعين يشعرون بالذعر، وأن الضمان المحدود لمؤسسة التأمين الفيدرالية (FDIC) ليس له مثيل في العملة المشفرة.